# Auctorem fidei
Auctorem fidei è una bolla pontificia  promulgata il 28 agosto 1794 dal papa Pio VI per condannare il Sinodo di Pistoia, il vescovo Scipione de' Ricci ed altri vescovi della Toscana che hanno preso parte al sinodo, accusati di sostenere la corrente giansenista.